# Katalin Marton
Pour les articles homonymes, voir Marton.
Katalin Marton, née le 9 décembre 1941 à Budapest (Hongrie) et morte le 13 décembre 2019, est une mathématicienne hongroise, spécialiste de la théorie de l'information.

## Carrière
Katalin Marton est née le 9 décembre 1941 à Budapest. Elle otient son doctorat à l'Université Loránd Eötvös en 1965 et travaille au département de mathématiques numériques de l'Institut central de recherche en physique à Budapest de 1965 à 1973. Depuis 1973, elle est chercheuse à l'Institut Alfréd-Rényi de mathématiques de l'Académie hongroise des sciences. Ses travaux portent essentiellement sur la théorie de l'information, la concentration de mesure, et leurs applications aux probabilités.
En 1996, Katalyn Marton reçoit le prix Alfréd Rényi de l'Institut Alfréd Rényi.
Elle reçoit le prix Claude-Shannon  et le prix Eötvös de l'Académie hongroise des sciences en 2013.
Katalin Marton est morte le 13 décembre 2019,.

## Sélection de publications
- « A coding theorem for the discrete memoryless broadcast channel », IEEE Transactions on Information Theory, vol 25, 1979, pp 305–311.
- avec János Körner: « General broadcast channels with degraded message sets », IEEE Transactions on Information Theory, vol 23, 1977, pp 60-64.
- avec J. Körner: Comparison of two noisy channels, Colloquia Mathematica Societatis Janos Bolyai 16, North Holland 1977, pp 411-422.
- avec J. Körner: « Random access communication and graph entropy », IEEE Transactions on Information Theory, vol 34, 1988, pp 312-314.
- « On the Shannon capacity of probabilistic graphs », J. Combinatorial Theory, 57,1993, 183-195.